# Królewski Urząd Miar w Poznaniu
Królewski Urząd Miar i Państwowy Urząd Wzorcowniczy – gmach urzędowy zlokalizowany w Poznaniu przy ul. Krakowskiej 19 na Rybakach.
Budynek wpisywał się w ideę budowy gmachów urzędowych przy Ringu Stübbena, aczkolwiek jest jednym z najdalej położonych od Dzielnicy Cesarskiej. Zaprojektowany został w formach bardzo klasycznych i urzędowych przez Rudolfa Otto Mayera i ukończony w 1918. Obiekt jest trzykondygnacyjny, z kamiennym detalem i reprezentacyjnym holem o arkadowych przejściach. Zawierał także mieszkanie służbowe dla naczelnika urzędu.
W latach 50. XX wieku dobudowano do gmachu dwukondygnacyjną nadbudowę, co znacząco zaburzyło proporcje obiektu. Obecnie w budynku mieści się Okręgowy Urząd Miar oraz Wydział Zamiejscowy Okręgowego Urzędu Probierczego w Krakowie.